# Maјк Буки
Мајкл Буки (Питсбург, 12. септембар 1904 — База Еглин, 12. октобар 1944) био је амерички фудбалски нападач. Био је члан америчког тима на ФИФА светском првенству у фудбалу 1930. и члан Националне фудбалске куће славних. 

## Професионална каријера
Буки је започео своју каријеру као играч бејзбола у Питсбургу. Затим је био члан неколико аматерских фудбалских клубова, укључујући Jeannette Athletic Association F.C. у западној Пенсилванији, пре него што је потписао уговор са Boston Soccer Club из Америчке фудбалске лиге 1924. године. У јануару 1925. прешао је у Vestaburg SC где је завршио сезону. У јесен 1925. вратио се у Америчку фудбалску лигу American Soccer League-ASL), овај пут са New Bedford Whalers где је играо само четири утакмице. Од фебруара до априла 1927. играо је за American Hungarian. Децембра 1929. прешао је у Cleveland Slavia из Средње-западне професионалне лиге. Буки је тада био изабран у амерички тим Светског првенства 1930. године. У марту 1931. напустио је Cleveland Slavia. Можда је играо и за друге тимове Кливленда пре него што је завршио каријеру у Pittsburgh Curry Silver Tops. 
Током својих година у Кливленду, у касним 1920-има и почетком 1930-их, играо је пре свега за Cleveland Slavia и American Hungarian, две најбоље екипе у Кливленд лиги. Те године су укључивале две утакмице за тим Кливленда против запажених иностраних турнејских тимова 1927, за Cleveland All-Stars против Национала из Уругваја и за Cleveland Magyar против Hakoah of Austria.

## Национални тим
Иако је изабран у тим за Светско првенство 1930, Буки никада није ушао у игру на првенству. Након што је Аргентина елиминисала САД у полуфиналу, САД су кренуле на турнеју по Уругвају и Бразилу. У јединој званичној међународној утакмици на турнеји, Буки је одиграо једину утакмицу у националном тиму, са поразом од 4-3 од Бразила.
У војску се уписао 1944. године и умро је након што је случајно убијен митраљезом током симулације обуке. 
Уписан је у Националну фудбалску кућу славних 1986. године. 